# Santa Barbara alla Regola

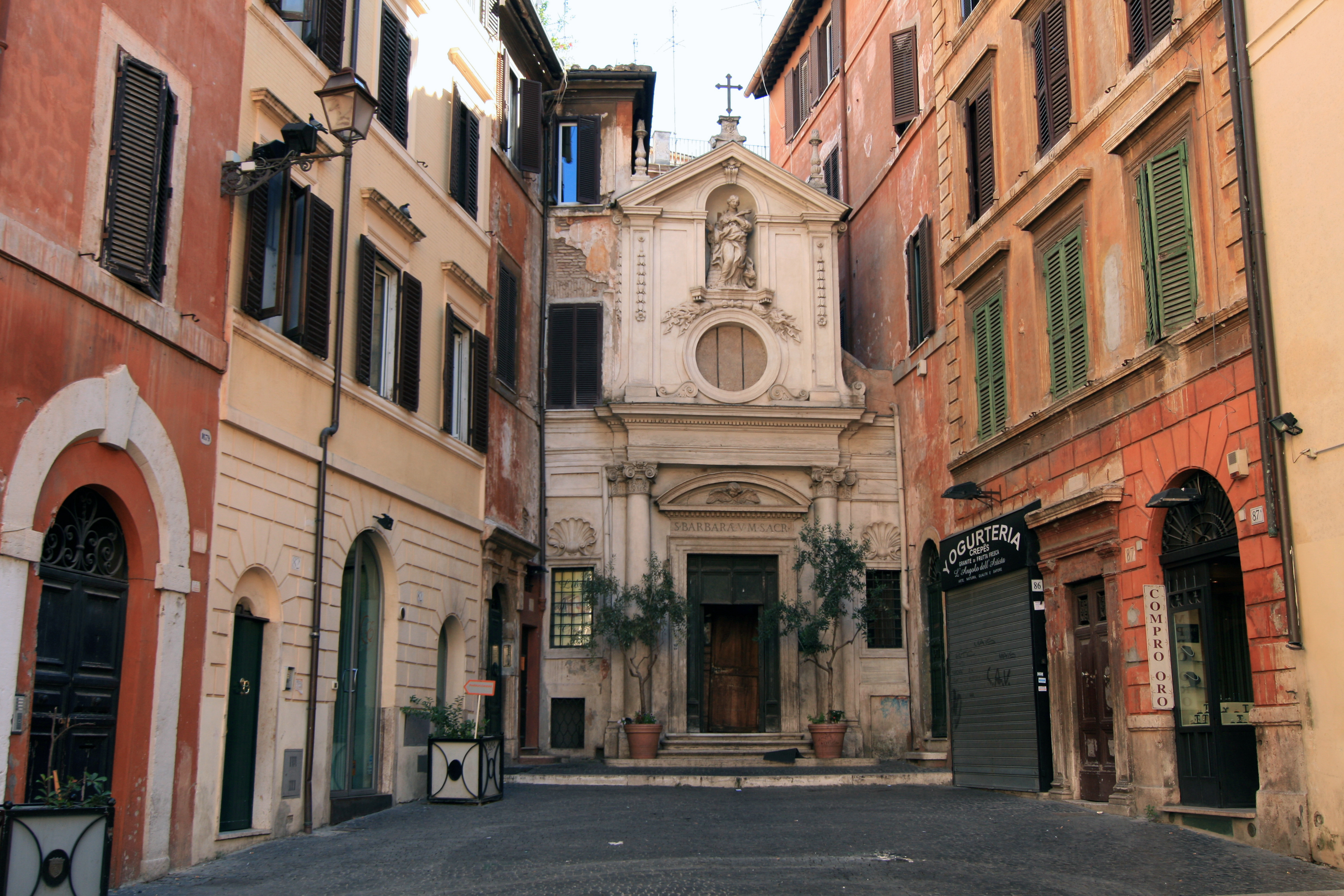
Fassade am Largo dei Librai

Santa Barbara alla Regola, in Rom allgemein Santa Barbara dei Librai genannt, ist eine kleine Kirche in Rom und stammt in ihrer heutigen Gestalt aus dem späten 17. Jahrhundert. Sie ist Zunftkirche der Buchhändler (ital.: Librai) und war im 16. Jahrhundert für einige Jahrzehnte Titelkirche der römisch-katholischen Kirche.

## Lage
Die Kirche liegt entgegen ihrem offiziellen Namen nicht im VII. römischen Rione Regola, sondern im benachbarten VI. Rione Parione, etwa 120 Meter südöstlich des Campo de’ Fiori.

## Baugeschichte

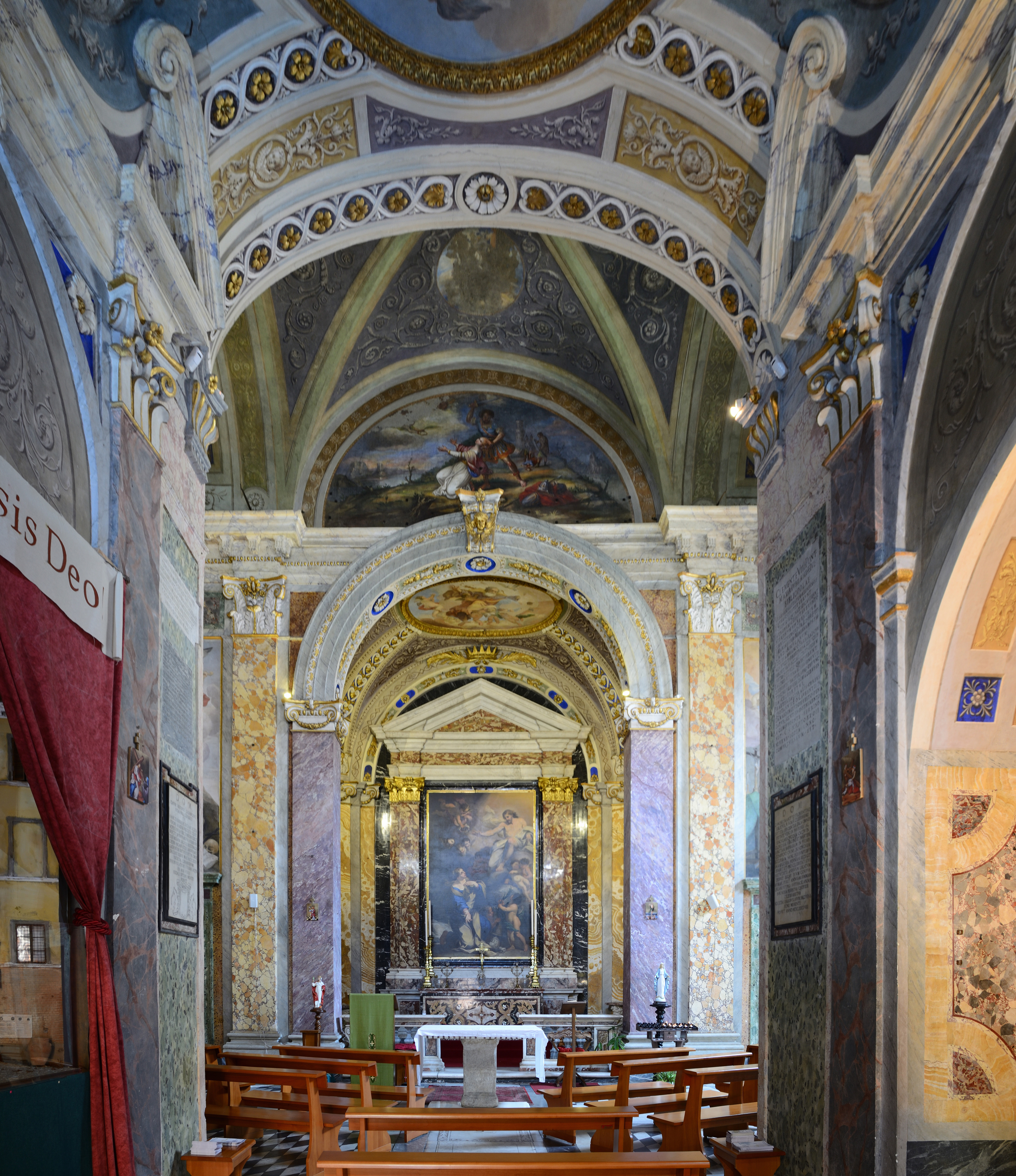
Blick in das Innere

Die Kirche steht wie die benachbarten Gebäude auf antiken Mauerzügen; sie wurde im südlichen Bereich des zuvor dort gelegenen Theaters des Pompeius errichtet. Ein erster Vorgängerbau ist seit dem 11. Jahrhundert nachgewiesen. Zu Beginn des 14. Jahrhunderts wurde die Kirche renoviert und 1306 neu geweiht. Papst Julius III. erhob sie 1551 zur Titelkirche, dieses Recht wurde ihr 1587 wieder aberkannt. 1601 wurde sie von Papst Clemens VIII. der ein Jahr zuvor gegründeten Buchhändlerzunft übergeben. Diese ließen die Kirche zunächst restaurieren, später bis 1680 neu errichten.

## Fassade
Die Fassade wurde 1680 nach Plänen von Giuseppe Passeri geschaffen. Sie ist zweigeschossig und in drei Achsen gegliedert. Das Portal wird unter einem Segmentbogen von zwei Vollsäulen und hintergelegten Pilastern mit Kapitellen ionischer Ordnung flankiert. Die beiden Seitenflächen werden von kleinen Fenstern durchbrochen, oberhalb von ihnen sind Muscheln als verzierendes Element eingefügt. Das Obergeschoss enthält oberhalb eines Rundfensters eine Nische mit der Statue der Namensgeberin, sie wurde von Ambrogio Parisi geschaffen. Die Nische durchbricht den Dreiecksgiebel, die Fläche wird von Pilastern mit Kapitellen nach toskanischer Ordnung gerahmt. Oberhalb des Dreiecksgiebels wird die Fassade von beidseitig aufgestellten Balustervasen und einem Postament mit einem Kreuz gekrönt.

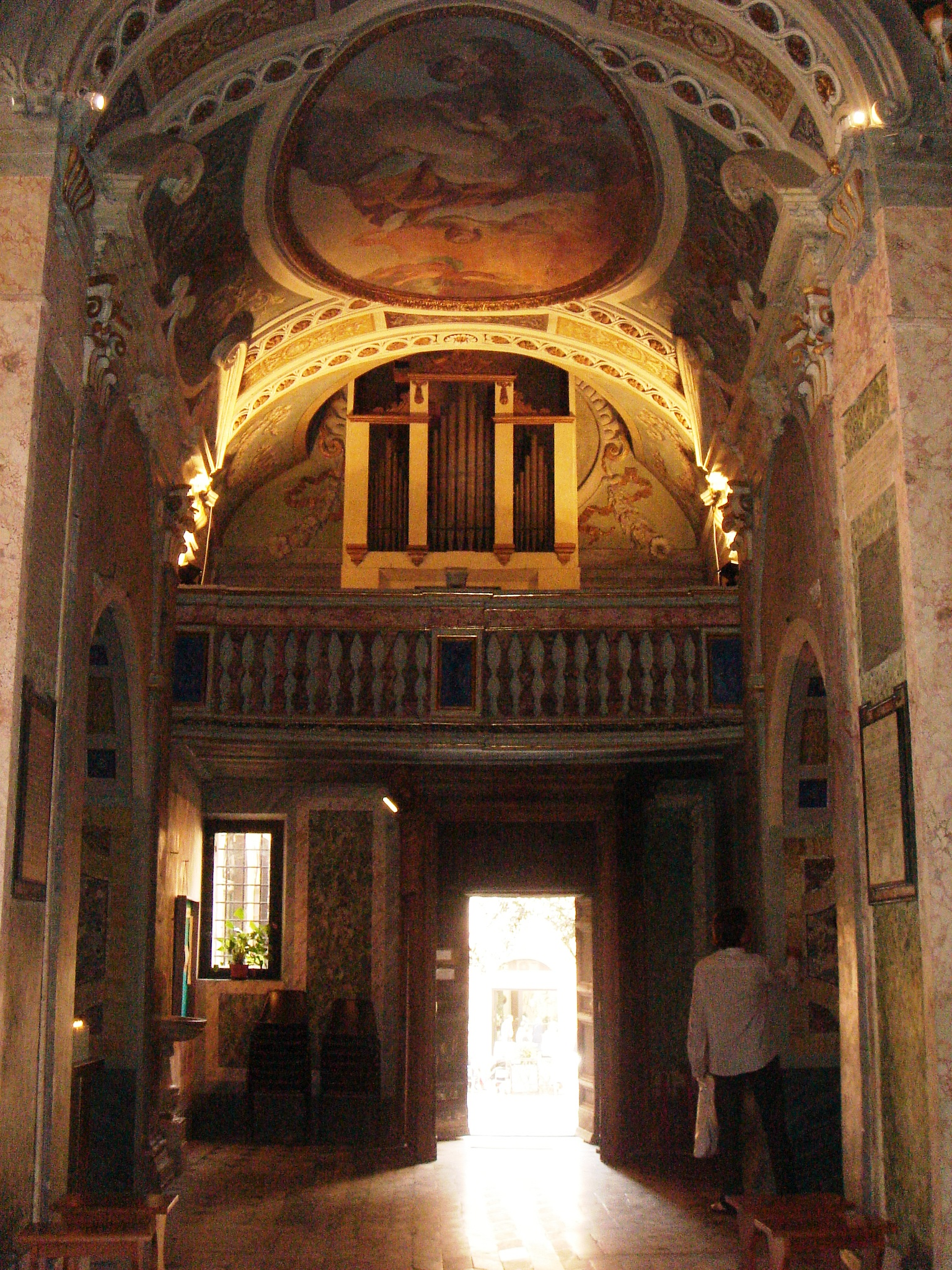
Blick durch das Langhaus zur Portalseite mit der Orgel

## Inneres
Der kleine Bau ist vom Grundriss gesehen ein unregelmäßiges griechisches Kreuz. Die Kirche hat ein tonnenüberwölbtes Lang- und Querhaus, seitlich des Langhauses sind Seitenkapellen eingefügt. Die Vierung ist, ebenso wie der Chor, mit einem Kreuzgratgewölbe überspannt. Die Wände werden von vorgestellten Pilastern mit Kompositkapitellen gegliedert und dekoriert, lediglich im Bereich der Altäre der Querschiffe bzw. im Bogen des Chores folgen sie wieder der ionischen Ordnung.
Die rechte Seitenkapelle enthält ein gotisches Triptychon aus dem 14. Jahrhundert, die linke Seitenkapelle auf dem Altar das Gemälde Hl. Sabas aus der zweiten Hälfte des 17. Jahrhunderts, geschaffen von Giovanni Battista Brughi.
Die Kirche ist reich mit Fresken verziert, im rechten und linken Seitenschiff sowie in der dazugehörenden Kapelle von Luigi Garzi, im Bereich der Vierung und der linken Seite des Chores von Monacelli.
Im Chor befindet sich das Grabmal des 1688 gestorbenen Florentiners Zanobi Massotti mit seiner Büste. Seine Stiftungen hatten wesentlich zum Neubau der Kirche 1680 beigetragen.
Der Hochaltar enthält das Gemälde Die hl. Barbara und der hl. Thomas von Aquin präsentieren Maria Mitglieder der Buchhändlerzunft aus dem 17. Jahrhundert, es wird Garzi zugeschrieben.
An die Kirche schließt sich ein kleines Oratorium aus dem 19. Jahrhundert an.

## Kardinalpriester
- Giovanni Andrea Mercuri (1551–1553)
- Pietro Donato Cesi (1570)
- Gaspare Zuniga de Avellaneda (1570/71)